# Tim Bowler
Tim Bowler (Leigh-on-Sea, 14 novembre 1953) è uno scrittore e traduttore britannico.

## Biografia
Laureato in lingue e letterature scandinave, ha fatto molti lavori finché, nel 1999, ha deciso di dedicarsi letteralmente alla letteratura ed alla traduzione.
Oggi vive nel Devon con la moglie.
Ha scritto molti romanzi per ragazzi apprezzati dalla critica, e nel 1998 ha vinto la Carnegie Medal per Il ragazzo del fiume, tradotto in otto paesi.

## Opere
Lista
- Il ragazzo del fiume, edita in Italia da Mondadori, con prefazione di David Almond (2020). 